# Friesen
Friesen es una comuna francesa situada en la circunscripción administrativa de Alto Rin y, desde el 1 de enero de 2021, en el territorio de la Colectividad Europea de Alsacia, en la región de Gran Este.
Está ubicada en la región histórica y cultural de Alsacia.

## Demografía
| 519 | 528 | 552 | 536 | 585 | 594 | 650 |
| Para los censos de 1962 a 1999 la población legal corresponde a la población sin duplicidades (Fuente: INSEE [Consultar]) |     |     |     |     |     |     |